# 파피용 (개)

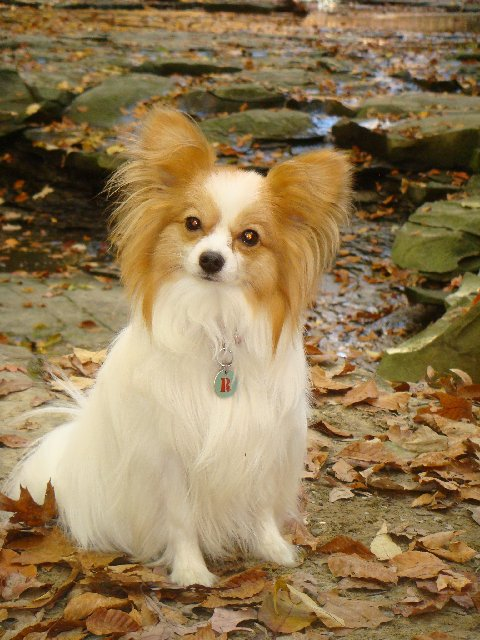
파피용

파피용(프랑스어: Papillon)은 프랑스가 원산지인, 16세기경 작은 스패니얼로 알려진 종에서 개량을 거듭해 만들어졌다.예로부터 귀부인들에게 인기가 많아 초상화에도 자주 등장하였다. 나비 날개 같은 커다란 귀가 특징으로 머리에 45°각도로 올라와 있다. 작고 우호적이고, 우아한 애완견으로 경쾌한 동작을 하며, 아름다운 나비 같은 귀로 인하여 다른 견종들과 구별되는 개이다.
어깨높이 20~28cm, 몸무게 4~4.5kg이다. 털은 길고 탐스러우며 자태는 우아하고 아름답다. 털빛은 보통 흰색 바탕에 검은색이나 갈색 무늬가 들어가 있다.
귀가 위로 올라온 종은 파피용, 아래로 처진 종은 파렌(Phalene, 프랑스어로 나방이라고 번역됨)이라고 한다.

## 외모와 행동
가장 상징적인 요소은 크고 가장자리가 잘 쳐져 있는 귀이며, 이 모습이 마치 나비와 같아 파피용이라는 이름이 붙었다. 색은 다양하나, 스탠다드는 흰색과 검정, 흰색과 레몬색, 흰색과 붉은 색, 흰색과 세이블, 하운드와 트라이컬러이다.
파피용은 새 트릭을 익히는 데 걸리는 시간이 짧은 똑똑한 견종 중 하나이다. 또한 어린이나 새로운 사람들에게 매우 사교적이다. 이들은 다른 애완동물에게도 사교적이나, 난폭한 동물들이나 발톱이 있는 고양이등, 파피용에게 상처를 입힐 수 있는 종과 둘 때는 주의가 필요하다. 만약 사회화가 잘 이뤄지지 않는다면 파피용은 다른 개나 사람들에게 공격적인 개가 될 수 있다.
파피용은 굉장히 잘 놀고 애정이 넘치는 좋은 반려견이다. 이들은 활동적인 가족과 함께 할 수 있는 정신과 에너지를 가지고 있는 종인 동시에, 다정한 주인에게 잘 안겨 지낼만큼 차분해 질 수도 있다.
파피용의 에너지 수준은 평균 이상이다. 따라서 평균보다 조금 더 강화된 행동 루틴이 필요하다.
주인에게 환경 변화를 잘 알리는 훌륭한 감시견 역할을 할 수 있다.
더위에 강하다. 그러나 단일모를 가지고 있기 때문에 추위에 약하므로, 추운 날씨에 방치되는 것은 피해야 한다.

## 기질
행복하고 친절하며 모험심이 강한 개이다. 일반적으로 파피용은 겁이 많거나 공격적인 모습을 잘 보이지 않는다. 일반적으로 좋은 패밀리독이라고 하나, 다른 개들도 그렇듯 어린아이가 개에 대한 이해 부족으로 개를 화나게 할 가능성이 있기 때문 주의 깊은 관찰이 필요하다.
파피용은 동물 지능 전문가 스탠리 코렌 박사가 테스트한 견종 138종 중 똑똑한 개 8위에 올랐다. 지능이 높고 에너지 수준이 낮지 않기 때문에 지루함으로 인해 행동 문제가 발생할 수 있다. 따라서 강도 있는 훈련과 정신적 자극이 필요하다.

## 수명과 건강
2002년 Papillon Club of America의 설문조사에 따르면, 회원들의 Papillon은 평균 11.45년을 살았다. 파피용은 최대 17년 생존이 보고되었다.
대부분의 파피용은 건강 걱정이 덜한 종에 속한다. 그러나 슬개골 탈구, 발작, 치아문제는 고려해야한다. 덧붙여 진행성 망막 위축, 추간판 질환 및 알레르기도 유의해야 한다.

## 대중 문화
- 신기생뎐 : 출연진과 함께 동행하는 안드레는 파피용의 품종이다.

## 같이 보기
- 반려견